# クッパ (料理)
クッパ（韓: 국밥）は朝鮮料理の一種で、スープと飯を組み合わせた料理である。「국」がスープ、「밥」が飯を意味する。原語の発音はパッチムと濃音化により [kuk̚p͈a̠p̚]（국빱）である。

## 概要
「湯飯」または「チャンクッパ(ジャンクッパ、醬湯飯)」と呼ばれるクッパが発達した理由は、大韓民国公式サイトによるとご飯とスープが欠かせない朝鮮半島のお膳で、熱くて粘りがあるご飯を先に食べるために喉が詰まることを防止するために、まずスープで喉を潤すのが習慣付けられていた説と、食べ物に困っていた過去には量をかさ増しすることで多くの人が食べられるように、スープにご飯を入れて煮込んだという説がある。クッパのうち醤油味のスープにご飯を加えたものをジャンクッパ（醤湯飯）と呼び、必ずキムチを添え、サンジョク（散炙）という串焼きをのせることもある。地方によりバリエーションが多様で、京畿道のスンデが入った「スンデクッパ」、釜山など慶尚道に見られる豚肉が入った「テジクッパ」、全羅北道全州のモヤシのナムルが入った「コンナムルクッパ」、平安道平壌の肉のスープにピンデトッと炒めた豆腐を載せた「温飯」（オンパン）、全州のビビンバ、平壌の冷麺と並ぶ朝鮮三大料理の一つに数えられる開城の湯飯（タンパン）などが特に有名である。コンナムルクッパなどはヘジャンククの一種でもある。

### 朝鮮のクッパの例

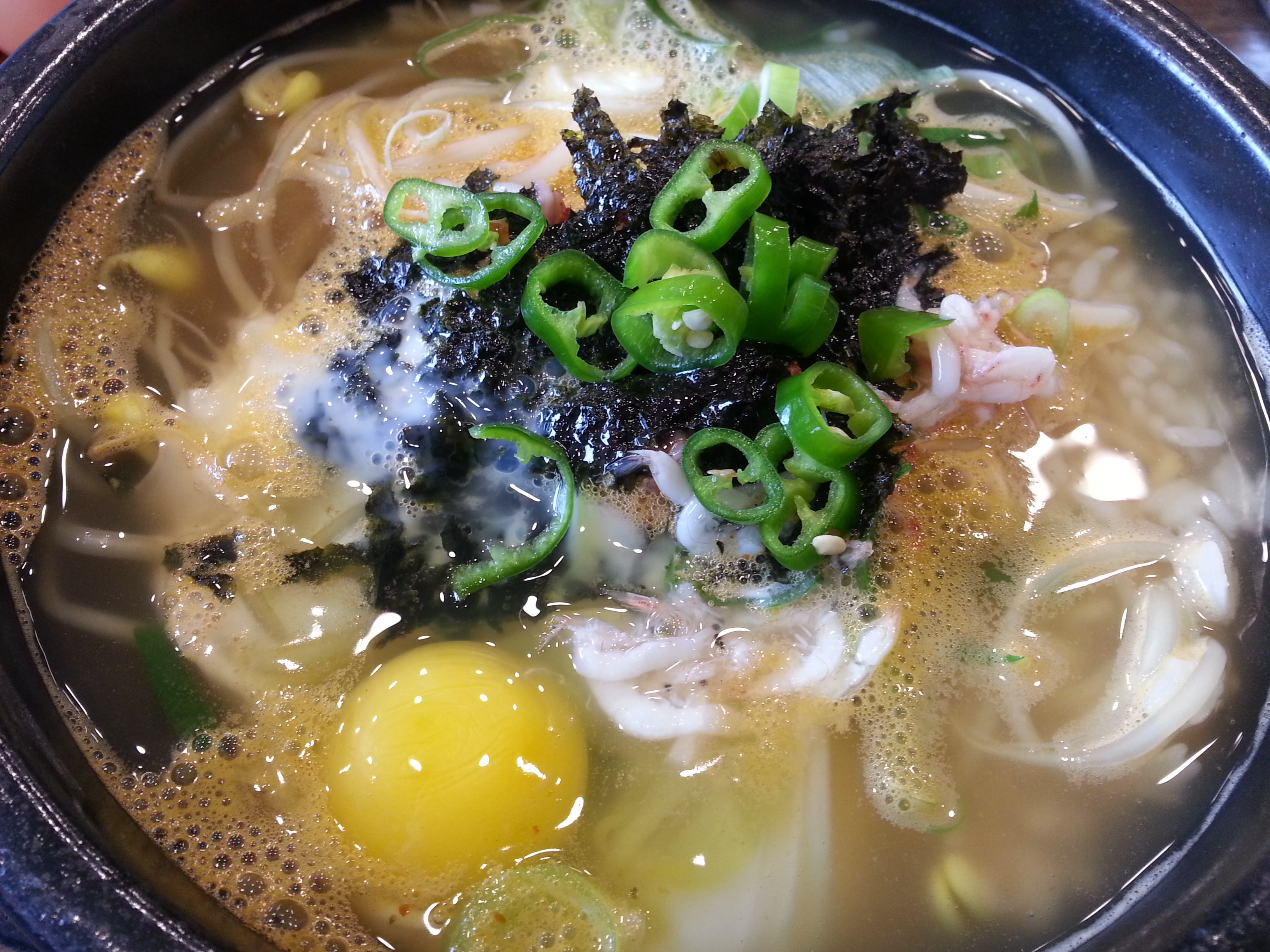
コンナムルクッパ
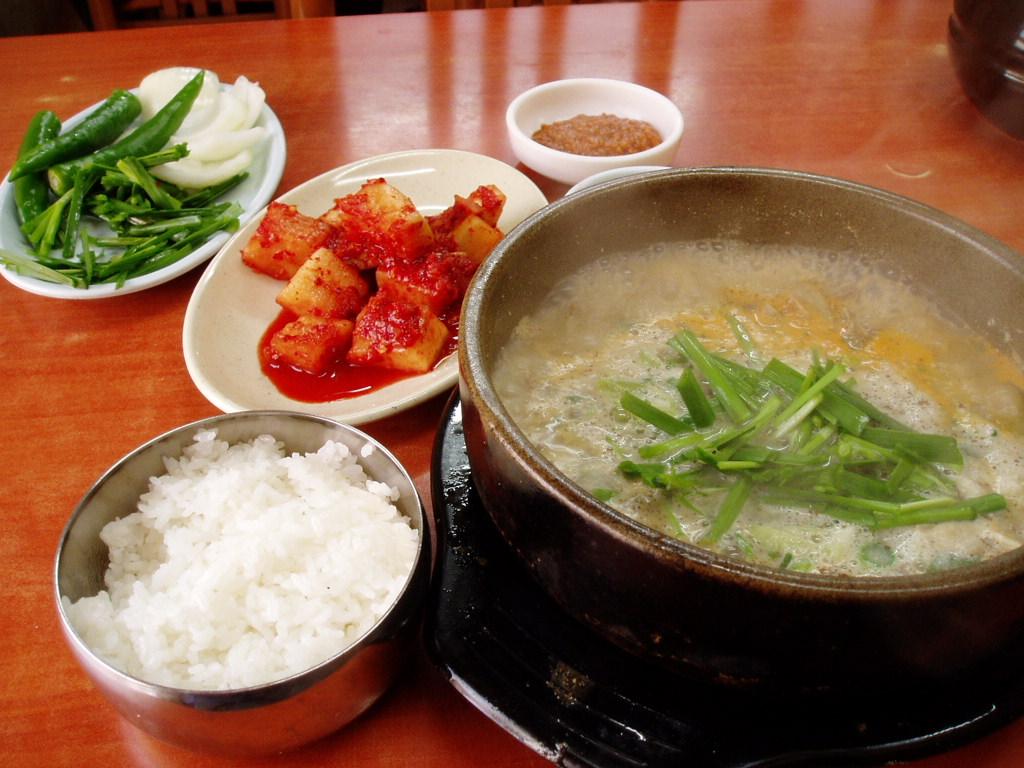
スンデクッパ
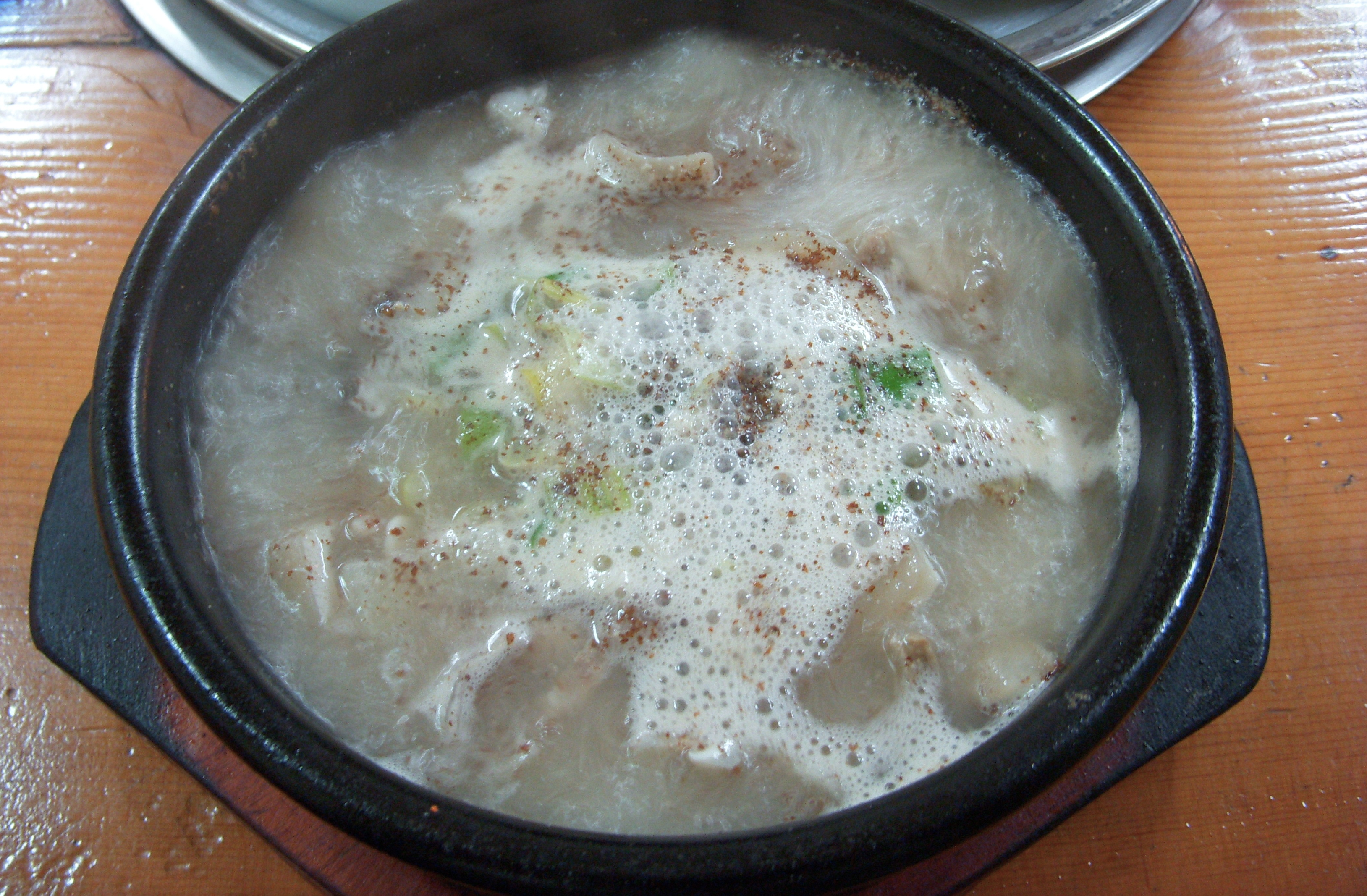
テジクッパ
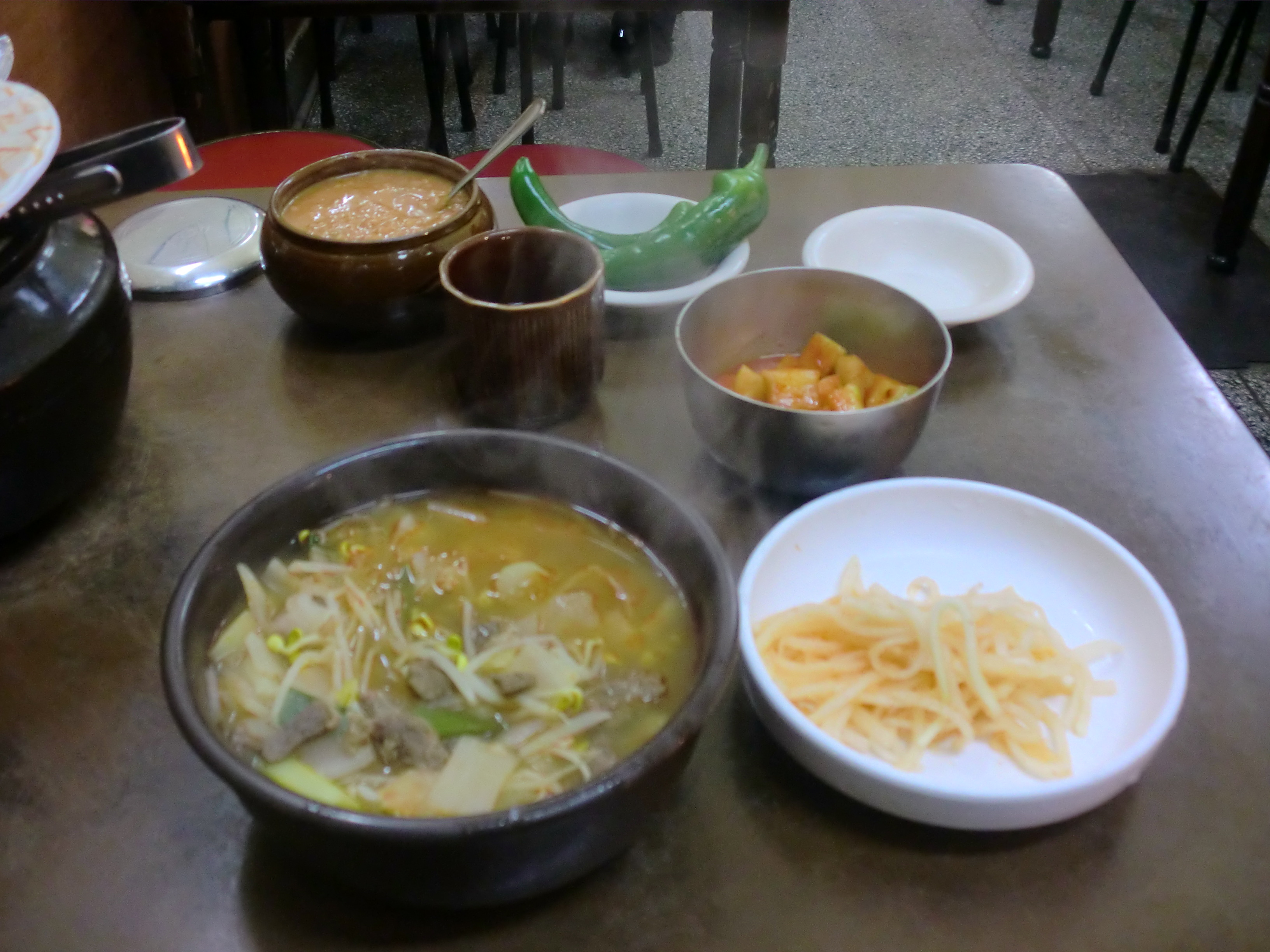
ソコギ（牛肉）クッパ
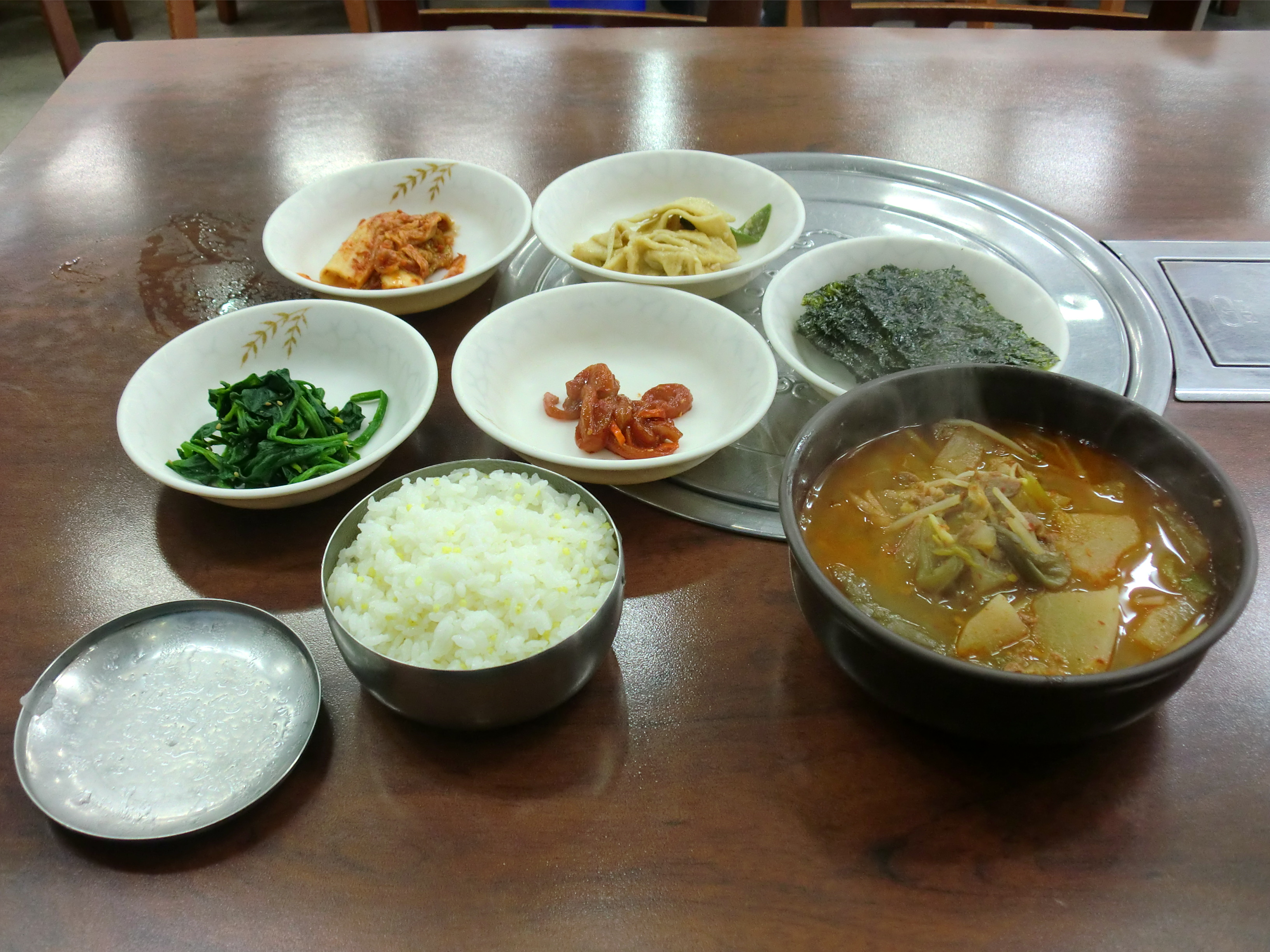
スープと飯を別々に食べる大邱のタロクッパ（朝鮮語版）

### 日本のクッパ

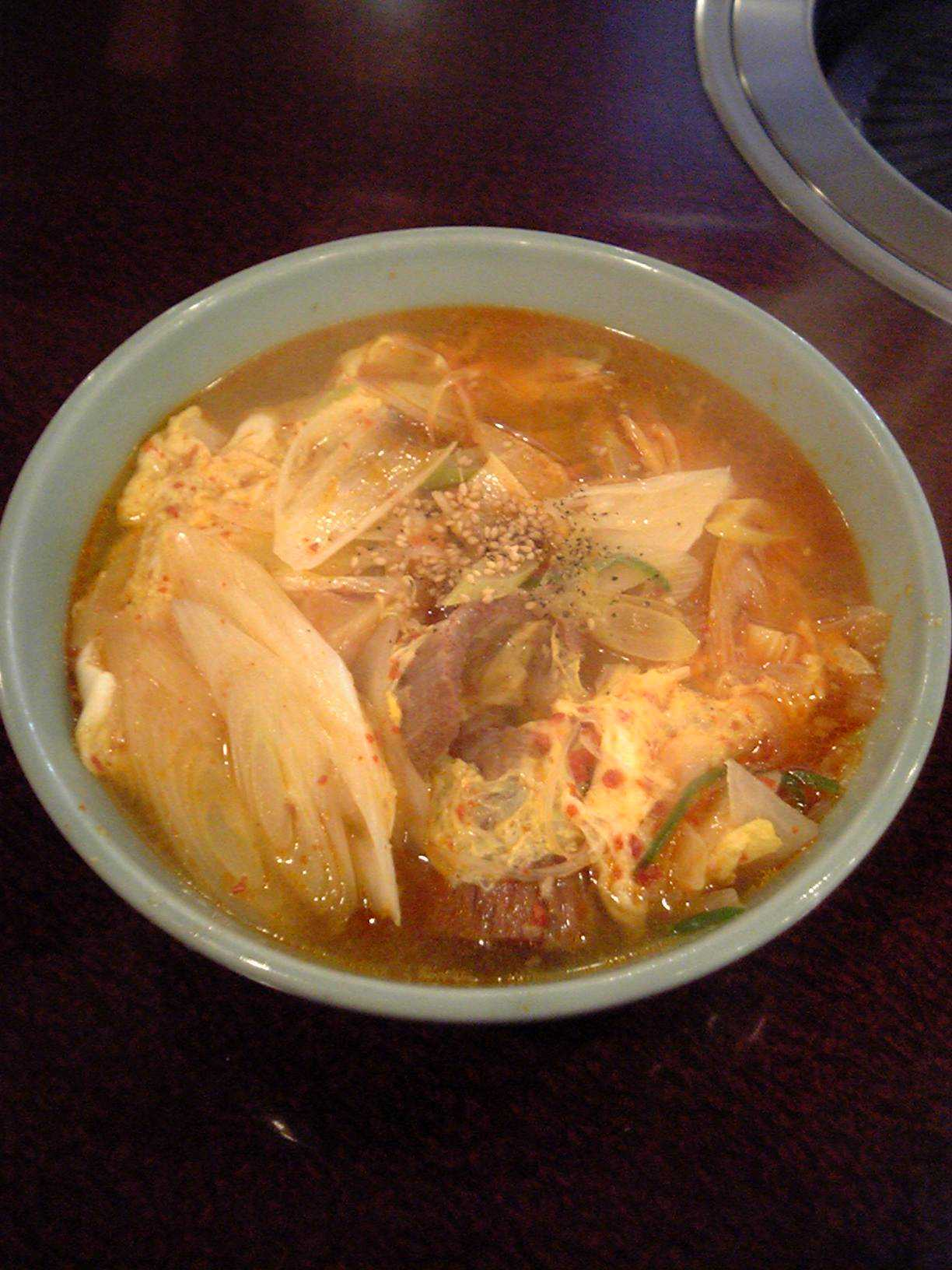
日本のカルビクッパ

焼肉店での定番料理の一つであり、飯をスープで煮た雑炊のような料理である。鶏卵などが入ったあっさりとしたスープにご飯が入ったクッパと、辛めのスープにカルビが入ったカルビクッパが多く提供されている。

## その他
コンピューターゲーム『スーパーマリオシリーズ』に登場するクッパは本料理が名前の由来になっている。